# Nikkatsu
Nikkatsu Corporation (日活株式会社, Nikkatsu Kabushiki-gaisha) és una companyia d'entreteniment japonesa coneguda per les seves produccions de cinema i televisió. El nom Nikkatsu amalgama les paraules Nippon Katsudō Shashin, literalment "Pel·lícules de Cinema Japoneses".
Els accionistes són Nippon Television Holdings (35%) i SKY Perfect JSAT Corporation (28,4%).

## Història

### Fundada l'any 1912
Nikkatsu es va fundar el 10 de setembre de 1912, quan diverses productores i cadenes de teatre, Yoshizawa Shōten, Yokota Shōkai, Fukuhōdō i M. Pathe, es van consolidar sota el nom de Nippon Katsudō Shashin. L'empresa va emprar directors de cinema tan notables com Shozo Makino i el seu fill Masahiro Makino.
Durant la Segona Guerra Mundial, el govern va ordenar que les deu companyies cinematogràfiques que s'havien constituït el 1941 es consolidessin en dues. Masaichi Nagata, fundador de Daiei Film i antic empleat de Nikkatsu, va contraposar la creació de tres empreses i el suggeriment va ser aprovat. Nikkatsu, disposat a fusionar-se amb les dues companyies més febles, Shinkō Kinema i Daito, es va mostrar disgustat verbalment. El comitè format per establir el valor de cada empresa va prendre represàlies infravalorant deliberadament Nikkatsu, la qual cosa va portar a Shinkō a convertir-se en el cap dominant de producció. La reformada Nikkatsu va continuar prosperant com a empresa d'exhibició, però va deixar tota producció cinematogràfica.
La indústria cinematogràfica de la postguerra es va expandir ràpidament i, el 1951, el president de Nikkatsu, Kyusaku Hori, va començar la construcció d'un nou estudi de producció. Llicenciat a la Universitat Keizai de Tòquio, Hori s'havia incorporat a l'empresa el 1951 després de deixar la seva feina inicial com a gerent del Sanno Hotel (ara reconstruït com a Sanno Park Tower).

### Edat d'or
Sota Hori, es considera que Nikkatsu va tenir la seva "Edat d'Or". La companyia va tornar a fer pel·lícules el 1954. Molts assistents de direcció d'altres estudis, inclosos Shōhei Imamura i Seijun Suzuki de Shochiku, es van traslladar a Nikkatsu amb la promesa d'avançar a l'estatus de director complet en un o dos anys. Suzuki va fer desenes de pel·lícules per a Nikkatsu a partir de 1956, desenvolupant un estil visual cada cop més inventiu, però va ser acomiadat de manera controvertida després de l'estrena del seu 40è, Koroshi no Rakuin (1967), que Hori va considerar "incomprensible".
La companyia va fer algunes pel·lícules de samurais i drames històrics, però el 1960 havia decidit dedicar els seus recursos a la producció de drames urbans juvenils, comèdies, acció i pel·lícules de gàngsters. Des de finals de la dècada de 1950 fins a principis de la dècada de 1970, van ser famosos per les seves pel·lícules d'"acció sense fronteres" (mukokuseki akushun ), dissenyades per al mercat juvenil, els directors dels quals incloïen Suzuki, Toshio Masuda i Takashi Nomura. L'estudi també va emprar estrelles com Yujiro Ishihara, Akira Kobayashi, Joe Shishido, Tetsuya Watari, Ruriko Asaoka, Chieko Matsubara i, més tard, Meiko Kaji i Tatsuya Fuji. El director Shōhei Imamura va començar la seva carrera allà i entre 1958 i 1966 va fer per a ells pel·lícules tan notables com Buta a gunkan (1961), Nippon konchūki (1963) i Erogotachi yori Jinruigaku nyumon (1966).

### Gènere Daikaiju
Estranyament, durant l'apogeu de la popularitat del gènere daikaiju (monstre gegant) del Japó dels anys 60, Nikkatsu només va produir una pel·lícula de monstres tipus Godzilla, Daikyoju Gappa (Bèstia gegant Gappa) de 1967, llançada internacionalment com Gappa: The Triphibian Monster i Monster from a Prehistoric Planet, una pel·lícula generalment considerada com un remake de la pel·lícula britànica de 1961 Gorgo.

### Pel·lícules rosades
L'any 1971, l'augment de la popularitat de la televisió havia afectat molt la indústria cinematogràfica i, per mantenir-se rendible, Nikkatsu es va dirigir a la producció de Pinku eiga o pel·lícules rosa, que se centren en sexe, violència, sadomasoquisme i romanç. Hori va dimitir pel canvi d'enfocament i moltes estrelles i directors van abandonar l'empresa. Alguns, inclosos els directors de cinema Yasuharu Hasebe, Keiichi Ozawa, Shōgorō Nishimura i Koreyoshi Kurahara, es van quedar. També va ser testimoni de l'aparició de nous directors com Tatsumi Kumashiro, Masaru Konuma i Chūsei Sone.
Entre 1974 i 1986, Nikkatsu va promocionar una sèrie de les seves actrius de pinku eiga més importants del popular nínxol BDSM sota l'epítet "SM Queen" (SMの女王, SM no joō). Inclouen Naomi Tani (1974-1979), Junko Mabuki (1980-1981), Izumi Shima (1982-1983), Nami Matsukawa (1983), Miki Takakura (1983-1985) i Ran Masaki (1985-1986).
L'arribada del vídeo domèstic va posar fi a la producció activa a Nikkatsu. Bed Partner (1988) va ser l'últim llançament de la sèrie de pinku eiga de 17 anys. Nikkatsu es va declarar en fallida el 1993.

### Sushi Typhoon
El 2005, la companyia va ser venuda a Index Holdings i el 2010, un estudi de Nikkatsu revifat va anunciar una nova producció de Sushi Typhoon, una sèrie de pel·lícules feta en col·laboració amb un distribuïdor nord-americà. El braç Sushi Typhoon de Nikkatsu crea pel·lícules de terror, ciència-ficció i fantasia de baix pressupost adreçades a un públic internacional. El 2011, la companyia havia produït set llargmetratges.

## Propietat
- 1912 Nippon Katsudō Shashin KK es va establir per la fusió de quatre companyies cinematogràfiques: Yoshizawa Shōten, Yokota Shōkai, Fukuhōdō i M. Pathe.
- 1993 va sol·licitar la Llei de reorganització corporativa.
- 1996 adquirit per una empresa d'oci japonesa Namco.
- 2005 venut a Index Holdings,[13] un holding japonès que té interessos en indústries de continguts multimèdia.